# Поляков, Андрей Васильевич
Андре́й Васи́льевич Поляко́в (род. 12 декабря 1954, Ленинград) — российский правовед, создатель коммуникативной теории права. Один из разработчиков постклассической юридической науки и интегрального правопонимания. Автор исследований по истории правовой мысли России, доктор юридических наук, профессор кафедры теории и истории государства и права юридического факультета СПбГУ. Член нескольких научных редколлегий, заместитель председателя диссертационного совета СПбГУ, автор более 170 научных и методических работ по теории и философии права, истории правовых учений. Главный редактор журнала «Известия высших учебных заведений. Правоведение» (2011—2017). Главный редактор издания «Российский ежегодник теории права» (2008—2012).

## Биография
В 1976 окончил дневное отделение юридического факультета ЛГУ. В 1987 году защитил кандидатскую диссертацию на тему «Возрожденное естественное право в России : Критический анализ основных концепций». С 1985 занимается преподавательской и научной деятельностью. С 1990 — преподаватель, а затем доцент и профессор кафедры теории и истории государства и права СПбГУ. В 2002 году защитил докторскую диссертацию на тему «Коммуникативная концепция права: Генезис и теоретико-правовое обоснование». Область научных интересов и преподавания — теория права и государства, философия права, история философии права, история политических и правовых учений России, методология юридических исследований, теория права в условиях глобализации. По этим дисциплинам им читаются курсы и спецкурсы студентам разных форм обучения, осуществляется руководство подготовкой аспирантов.

## Коммуникативная теория права
Коммуникативная теория права Полякова основывается на идее, что право следует рассматривать не только как систему норм и правил, регулирующих поведение, но и как форму социальной коммуникации. Эта теория акцентирует внимание на способности людей к общению как ключевом элементе, который определяет не только правовые нормы, но и другие формы социальной организации, включая мораль, религию и науку.
Поляков утверждает, что право возникает и функционирует благодаря обмену информацией между людьми, их взаимодействию и способности к согласованию общих правил и норм. В этом смысле право не является чем-то внешним и наложенным на общество, а представляет собой результат коллективного общения, согласования интересов и обмена мнениями. Такой подход позволяет лучше понять, как право интегрировано в социальную структуру и как оно взаимодействует с другими формами социальной организации.
Интегральное правопонимание Полякова представляет собой попытку объединить различные подходы к пониманию права в единую концепцию. Он предлагает синтезировать элементы позитивизма, естественного права, социологии и философии права, создавая комплексное представление о праве как о многослойном и многогранном явлении. Такой подход позволяет учитывать как объективные, так и субъективные аспекты права, признавая важность как правовых норм, так и социального контекста их применения.
Важным аспектом теории Полякова является признание права как открытой системы, которая постоянно развивается и адаптируется к изменениям в обществе. Это позволяет учитывать как традиционные правовые концепции, так и новые вызовы, возникающие в современном мире, такие как глобализация, развитие технологий и изменения в социальных структурах.
Поляков также исследует взаимодействие права с другими формами социальной организации, такими как мораль и религия, утверждая, что все эти системы основаны на способности людей к коммуникации и взаимодействию. Таким образом, его теория представляет собой междисциплинарный подход, который помогает глубже понять природу права и его роль в обществе.

## Экономический анализ права
В 2022 году под руководством А.В. Полякова в Санкт-Петербургском государственном университете было проведено научное исследование на тему "Экономический анализ права Чикагской школы: российский контекст" по гранту Российского фонда фундаментальных исследований. В работе проанализированы история становления и основные идеи Чикагской школы экономического анализа права, уделено особое внимание нормативному подходу Ричарда Познера и его теории максимизации богатства. Выявлены достоинства и недостатки этого подхода, главным из которых является отождествление экономической эффективности в монетарном смысле со справедливостью. Показано, что подобные идеи развивал и петербургский ученый-правовед Л. И. Петражицкий, чья концепция интуитивного права была схожа с пониманием моральной интуиции у Познера. В итоге предложен модернизированный вариант теории максимизации благосостояния на основе методологии австрийской школы экономики и российской концепции коммуникативного аксиологического универсализма права.

## Основные публикации
- Ю. Я. Баскин, Д. А. Баскин. Павел Иванович Новгородцев (Из истории русского либерализма). СПб., 1997. 96 с.:[Рецензия] / А. В. Поляков. // Правоведение. — 1998. — № 4. — С. 205—207.
- Поляков А. В. Петербургская школа философии права и задачи современного правоведения // Правоведение. — 2000. — № 2. — С. 4-23.
- Поляков А. В. Разочарованный странник (Н.Н. Алексеев и идея государства): Комментарий к послесловию А.В. Полякова к книге «Алексеев Н.Н. Идея государства» (СПб.: Лань, 2001) // Идея государства: Учеб.пособие для студентов вузов / Н. Н. Алексеев. — 2-е изд. — СПб.: Лань  и др, 2001. — С. 360. — 359 с. — (Классики истории и философии права; Мир культуры, истории и философии). — 3000 экз. — ISBN 5-8114-0336-4.
- Государственно-правовое учение Н. М. Коркунова / А. В. Поляков // Кодекс info. — 2002. — № 5 — 6. — С. 117—126.
- Общая теория права: Курс лекций / А. В. Поляков; Ассоциация юридический центр; Кафедра теории и истории государства и права Санкт-Петербургского государственного университета. — учеб. изд. — СПб.: Юридический центр Пресс, 2001. — 642 с. ISBN 5-94201-035-8
- Общая теория права: Феноменолого-коммуникативный подход: Курс лекций / А. В. Поляков; Ассоциация юридический центр; Кафедра теории и истории государства и права Санкт-Петербургского государственного университета. — 2-е изд., учеб. — СПб.: Юридический центр Пресс, 2003. — 845 с. ISBN 5-94201-136-2
- Общая теория права: Проблемы интерпретации в контексте коммуникативного подхода: Рекомендовано Ученым советом СПбГУ в качестве учебника для студентов университетов, обучающихся по направлению (специальности) «Юриспруденция» / А. В. Поляков; Санкт-Петербургский государственный университет. — Учеб. изд. — СПб.: Издательский Дом Санкт-Петербургского государственного университета, 2004. — 864 с. ISBN 5-288-03339-0
- Поляков А. В. История политических и правовых учений. Учебник. СПб., 2007 (в соавторстве с И. Ю. Козлихиным и Е. В. Тимошиной).
- Общая теория права: проблемы интерпретации в контексте коммуникативного подхода: учебник- 2-е изд., исправл. и доп. / А. В. Поляков. М.: Проспект, 2016. — 832 с. ISBN 978-5-392-18085-1
- Поляков А. В., Тимошина Е. В. Общая теория права: Учебник: Рекомендовано Ученым советом СПбГУ в качестве учебника для студентов юридических вузов и факультетов / А. В. Поляков, Е. В. Тимошина; Санкт-Петербургский государственный университет. Юридический факультет. — Учеб. изд. — СПб.: Издательский Дом Санкт-Петербургского государственного университета, 2005. — 472 с. ISBN 5-9645-0013-7
- Поляков А. В., Тимошина Е. В. Общая теория права. Учебник. 2-е изд. — СПб.: Издательство С.-Петербургского гос. ун-та, 2015. — 472 с. ISBN 978-5-288-05581-1☂
- Поляков А. В. История политических и правовых учений. Учебник. 2-е изд. СПб.: Издательский дом СПбГУ, 2015 (в соавторстве с И. Ю. Козлихиным, Е. В. Тимошиной).
- Поляков А.В. Правовые и политические учения в Древней Греции. Учебно-методическое пособие для обучающихся по направлению подготовки бакалавриата «Юриспруденция». СПб., 2015 (в соавторстве с Д. И. Луковской).
- Луковская Д. И., Поляков А. В., Тимошина Е. В. Памяти Вадика Сумбатовича Нерсесянца: [Некролог] // Правоведение. — 2005. — № 4. — С. 254—260.
- Поляков А. В. Leon Petrazycki and his School // 23rd World IVR Congress of Philosophy of Law and Social Philosophy. Law and Legal Cultures in the 21-st Century: Diversity and Unity. Special Workshops. Abstracts. 1-6 August 2007, Krakow, Poland.
- Поляков А. В. Прощание с классикой, или как возможна коммуникативная теория права // Российский ежегодник теории права. — 2008. — № 1.
- Поляков А.В. Rationalite' et irrationalite' dans la philosophie russe du droit // La raison: e’tudes sur la pense’e russe / Sous la direction de Françoise Lesourd. Lyon, 2009. ☂
- Поляков А.В. Phenomenological-communicative Approach to Law // IVR 24th World Congress Global Harmony and Rule of Law. Abstrakts. Special Workshops and Working Groups (I). Beijing, 2009.
- Поляков А.В.Russian Theory of Law: on the Way to Synthesis? // IVR 24th World Congress Global Harmony and Rule of Law. Abstrakts. Special Workshops and Working Groups (II). Beijing, 2009.☂
- Поляков А. В. Различие и единство во взаимодействии правовых культур в XXI веке (XXIII Всемирный конгресс международной ассоциации философии права и социальной философии) // Проблеми философії права. Кіев, 2009 (в соавторстве с М. В. Антоновым и С. И. Максимовым).
- Поляков А. В. Современная теория права. Ответ критикам // Правоведение. 2011. № 6.
- Поляков А. В. Научная полемика на берегах Майна: XXV Всемирный конгресс по философии права и социальной философии // Правоведение. 2011. № 4 (в соавторстве с М. В. Антоновым и В. В. Архиповым).
- Поляков А. В. Правовая коммуникация и современное государство // Правоведение. 2011. № 6 (в соавторстве с М. В. Антоновым).
- Поляков А. В. Антрополого-коммуникативное обоснование прав человека // Права человека перед вызовами XXI века / под ред. В. В. Смирнова и А. Ю. Сунгурова. М.: РАПН, РОССПЭН. 2012.
- Поляков А. В. Что может сказать постклассическая теория права о проблемах отраслевых наук? Материалы научно-теоретического семинара «Источники трудового права» // Правоведение. № 2. 2012.
- Поляков А. В. Leon Petrazyckiʼs Legal Theory and Contemporary Problems of Law / ed. B. Melkevik // Standing Tall. Hommages à Csaba Varga. Budapest, 2012 (в соавторстве)
- Поляков А. В. Феноменолого-коммуникативная концепция права // Неклассическая философия права: вопросы и ответы. Харьков, 2013.
- Поляков А. В. Нуждается ли теория права в идеях М. Хайдеггера? // Правоведение. — № 4. — 2013.
- Поляков А. В. Верховенство права, глобализация та проблеми модернізації философії // Філософія права і загальна теорія права. Науковий журнал. № 2. 2013.
- Поляков А. В. Коммуникативные основы философии права С. Л. Франка // Мир человека: нормативное измерение — 3. Рациональность и легитимность. Сб. трудов международной научной конференции (Саратов, 13-15 июля 2013 г.). Саратов, 2013
- Поляков А.В. Энциклопедия права или интегральная юриспруденция? // Энциклопедия правоведения или интегральная юриспруденция? Проблемы изучения и преподавания. Материалы седьмых философско-правовых чтений памяти академика В. С. Нерсесянца. Отв. ред. В. Г. Графский. М., 2013.
- Поляков А.В. Традиции и инновации как движущие силы развития юридической науки // Правоведение. 2013. № 1. С. 6-13. ☂
- Поляков А. В. Верховенство права, глобализация и проблемы модернизации философии и теории права // Правоведение. 2013. № 4.
- Поляков А.В. Коммуникативный подход и российская теория права // Правоведение. № 6. 2013 (в соавторстве с М. В. Антоновым и И. Л. Честновым). ☂
- Поляков А. В. On The Concept of Legal Communication // Positivität, Normativität und Institutionalität des Rechts. Festschrift für Werner Krawietz zum 80. Geburstag / Herausgegeben von A. Aarnio, T. Hören, S.L. Paulson, M. Schulte und D. Wyduckel. Berlin: Duncker & Humblot. 2013.
- Поляков А. В. Коммуникативное правопонимание: Избранные труды. — СПб.: ООО Издательский дом «Алеф-Пресс», 2014. — 575 с. ISBN 978-5-905966-41-5☂
- Поляков А. В. Либертарное правопонимание и коммуникативный подход // Правоведение. 2014. № 3.
- Поляков А. В. Правопонимание как теоретико-правовая проблема // Правоведение. 2014. № 2. С. 6-18.
- Поляков А. В. Communicative Approach and Legal Theory // Rechtstheorie. 2014. № 1 (в соавторстве с М. В. Антоновым, И. Л. Честновым).
- Поляков А.В. Энергийная антропология права и коммуникативный подход // Этические и антропологические характеристики современного права в ситуации методологического плюрализма: сборник научных трудов / под общей ред. В. И. Павлова, А. Л. Савенка. Минск: Акад. МВД, 2015.
- Поляков А. В. О национальной идее и российской государственности // История государства и права. — 2015. — № 12.
- Поляков А. В. Возможно ли возрождение естественного права в России? // Известия высших учебных заведений. Правоведение. — 2015. — № 5. ☂
- Поляков А. В. Права человека в контексте «петражицкианской перспективы» // Правоведение. 2016. № 1.
- Поляков А. В. Признание права и принцип формального равенства // Принцип формального равенства и взаимное признание права. Коллективная монография под общей ред. В. В. Лапаевой, А. В. Полякова, В. В. Денисенко. М.: Проспект, 2016. С. 70-85.
- Поляков А. В. Права человека и суверенитет государства // Постклассическая онтология права: монография / под ред. И. Л. Честнова — СПб.: Алетейя, 2016. — 688 с.
- Поляков А. В. О понятии эффективности правового регулирования // Правовое регулирование: проблемы эффективности, легитимности, справедливости: Сборник трудов международной научной конференции (Воронеж, 02-04 июня 2016 г.) / [редколл.: Денисенко В. В. (отв. ред.), Беляев М. А.]. — Воронеж: НАУКА‐ЮНИПРЕСС , 2016. С. 19-26.
- Поляков А. В. Теория права Льва Петражицкого в свете коммуникативного подхода // Правоведение. 2016. № 5.